# First Canadian Place
First Canadian Place är en skyskrapa i Toronto i Kanada och fungerar som det globala operativa kontoret för Bank of Montreal. Med sina 298 meter (355 meter med dess antenn) är den den högsta byggnaden i Kanada, den 31:a högsta byggnaden i Nordamerika och den 105:e högsta i världen. Den är också det tredje högsta fristående byggnadsverket i Kanada, efter CN Tower (även i Toronto) och Inco Superstack-skorstenen (som planerar rivas) i Sudbury, Ontario. Byggnaden ägs av Manulife Financial Corporation (50 procent) samt ett privat konsortium av investerare och förvaltas av Brookfield Properties.

## Historik och arkitektur
First Canadian Place är uppkallad efter Kanadas första bank, Bank of Montreal. Efter ritningar av B+H Architects och med Edward Durell Stone som designkonsult, byggdes First Canadian Place 1975, ursprungligen namngiven som First Bank Building. Tornet med tillhörande byggnader upptar ett kvarter som en gång rymde byggnaderna för två stora tidningsredaktioner – Toronto Stars Toronto Star Building och The Globe and Mails William H. Wright Building. Platsen var den sista av hörnen vid King and Bay som byggdes om på 1960- och 1970-talen, då ett stort budkrig började om fastigheten.
Det då mindre kända företaget Olympia & York kunde så småningom ta över nästan hela kvarteret, men valet av den reformistiska borgmästaren David Crombie ledde till nya regler som förbjöd skyskrapor. Det tog tre år av lobbyverksamhet innan bygglovet för First Canadian Place beviljades.
När byggnaden stod klar var den nästan identisk till utseendet med Stones Standard Oil Building i Chicago i Illinois. Denna byggnad stod färdig två år tidigare, med samma planlösning och klädd i liknande marmor. Den enda öppet synliga skillnaden är den vertikala orienteringen av fönstren, jämfört med den horisontella dito på First Canadian Place.
First Canadian Place var vid invigningen 1975 den sjätte högsta byggnaden i världen upp till masttoppen (för närvarande den 103:e) och den högsta byggnaden totalt utanför Chicago och New York. Det var också den högsta byggnaden i Samväldet fram till slutförandet 1998 av Petronas Towers i Kuala Lumpur i Malaysia. Bank of Montreals "M-bar"-logotyp högst upp på fasaden var den högst belägna skylten i världen från 1975 till 1997 (då den passerades av skylten på CITIC Plaza). Taket är fortfarande plats för ett antal antenner som används för radio- och tv-sändningar. Komplexet innehåller 29 hissar; den är en av endast ett fåtal byggnader i världen som använder den dubbeldäckade varianten och är ansluten till det underjordiska PATH-systemet.

### Fasadbeklädnad
Liknande vit Carraramarmor som användes på Aon Center, användes som fasadbeklädnad och invändig finish för First Canadian Place, med cirka 45 000 marmorpaneler som vardera vägde från cirka 90 till 140 kg. Ett förebud av vad som senare skulle komma att drabba First Canadian Place, var att en av marmorplattorna i Aon Center (då med namnet Standard Oil Building) 1974 lossnade, föll ner och trängde igenom taket på en angränsande byggnad; detta resulterade i en omklädning av hela Aon Center i vit granit mellan 1992 och 1994.
Detta problem skulle också dyka upp vid First Canadian Place. Under en kraftig storm på kvällen den 15 maj 2007 föll en 140 kg tung, vit marmorpanel från den 60:e våningen på tornets södra sida ner på 3:e våningens mezzanintak nedanför. Fallet fick myndigheterna att som en försiktighetsåtgärd stänga av omgivande gator.
I slutet av 2009 tillkännagav förvaltaren Brookfield Properties att de skulle följa exemplet från Aon Center och under tre års tid byta ut tornets 45 000 marmorpaneler till nya av glas, med en huvudyta av en vit keramisk beläggning och hörnen i en bronsfärgad nyans. Brookfield och delägarna lanserade också ett omfattande renoveringsprogram, med "uppgraderingar av byggnadens mekanik, el- och belysningssystem som kom att leda till förbättrad prestanda, komfort och miljö". FCP:s gemensamma utrymmen, inklusive övre och nedre entréer och hisslobbyn, butikshallen och Market Place, skulle också genomgå renovering, med nya naturstensgolv, accenter av belagt glas, handräcken i borstad metall, landskapsarkitektur och vattendetaljer. Föryngringsprogrammets arkitekter var Moed de Armas & Shannon Architects och Bregman + Hamann. Hela projektet, avslutat 2012, kostade över 100 miljoner kanadensiska dollar och betalades av ägaren. Detta omfattande kapitalförbättringsprojekt var avsett att tillhandahålla en ny exteriör för FCP och eliminera underhållskostnaderna i samband med underhåll av marmorn.

## Hyresgäster
- Bank of Montreal
- Osler, Hoskin & Harcourt[13]
- DLA Piper
- Bennett Jones[14]
- Gowling WLG
- Torotobaserade radiostationer, med sina sändare på toppen av First Canadian Place[15]
- En amatörradio-sändare för Greater Toronto-området (VA3XPR) har sina antenner monterade precis ovanför sändningsantennerna på radiomasten.[16] Det finns även andra analoga sändare i byggnaden.

### Shoppinggalleria
Enligt webbplatsen för First Canadian Place har de nedre våningarna i byggnaden, som en del av Toronto Path-systemet:
- 120 butiker i tre våningar
- 6 restauranger
- över 30 matställen
- vårdcentral, med optiker och tandvårdskliniker
- spa, skönhetssalonger och en frisersalong
- bank- och finansplaneringstjänster hos Bank of Montreal
- kemtvätt och skomakare
- postkontor
- FedEx och UPS inlämningsbox
- en parkett på King Street, mellan FCP och Exchange Tower

## Galleri

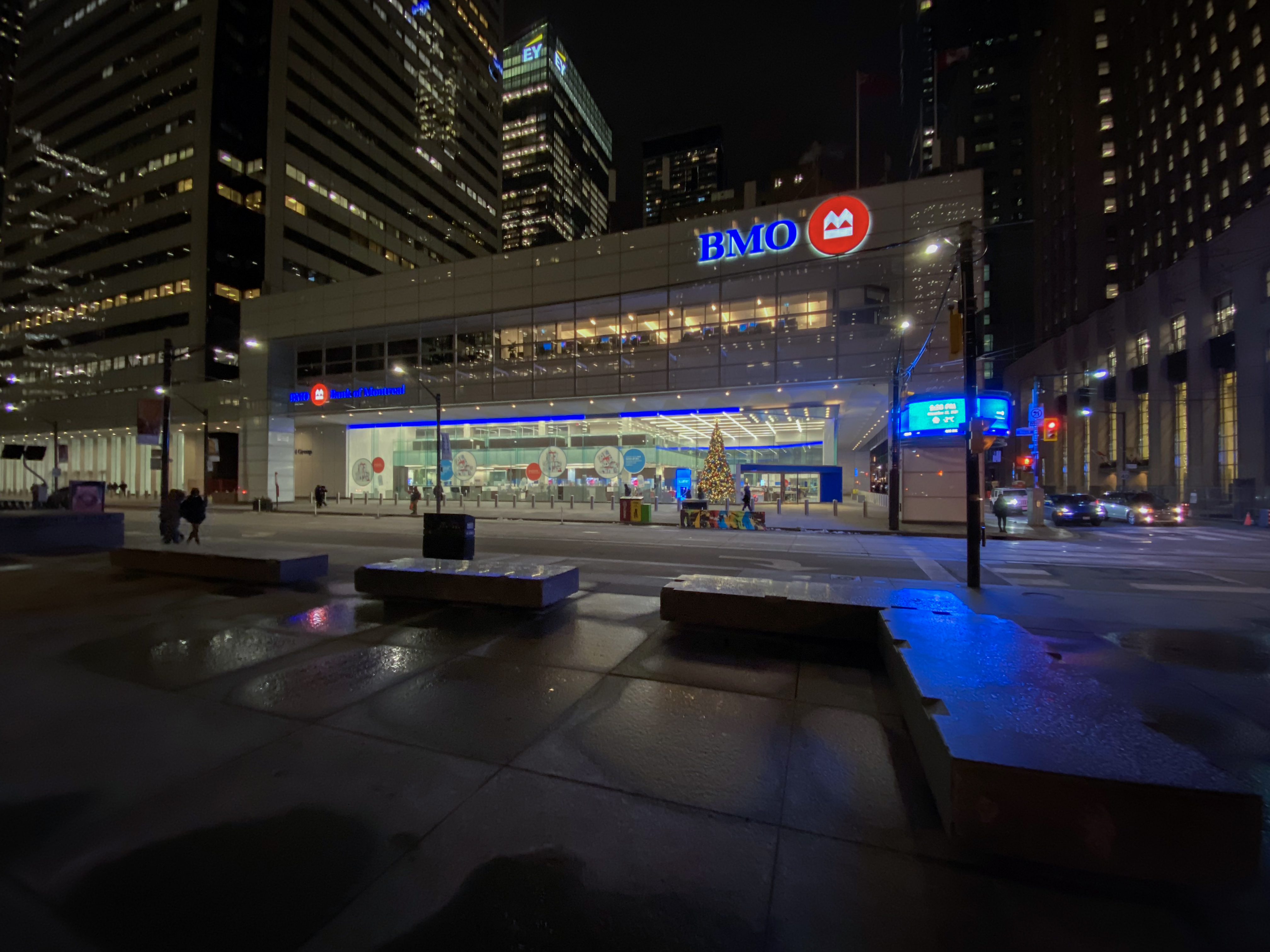
Byggnadspodiet vid det nordvästra hörnet av korsningen mellan King Street och Bay Street.
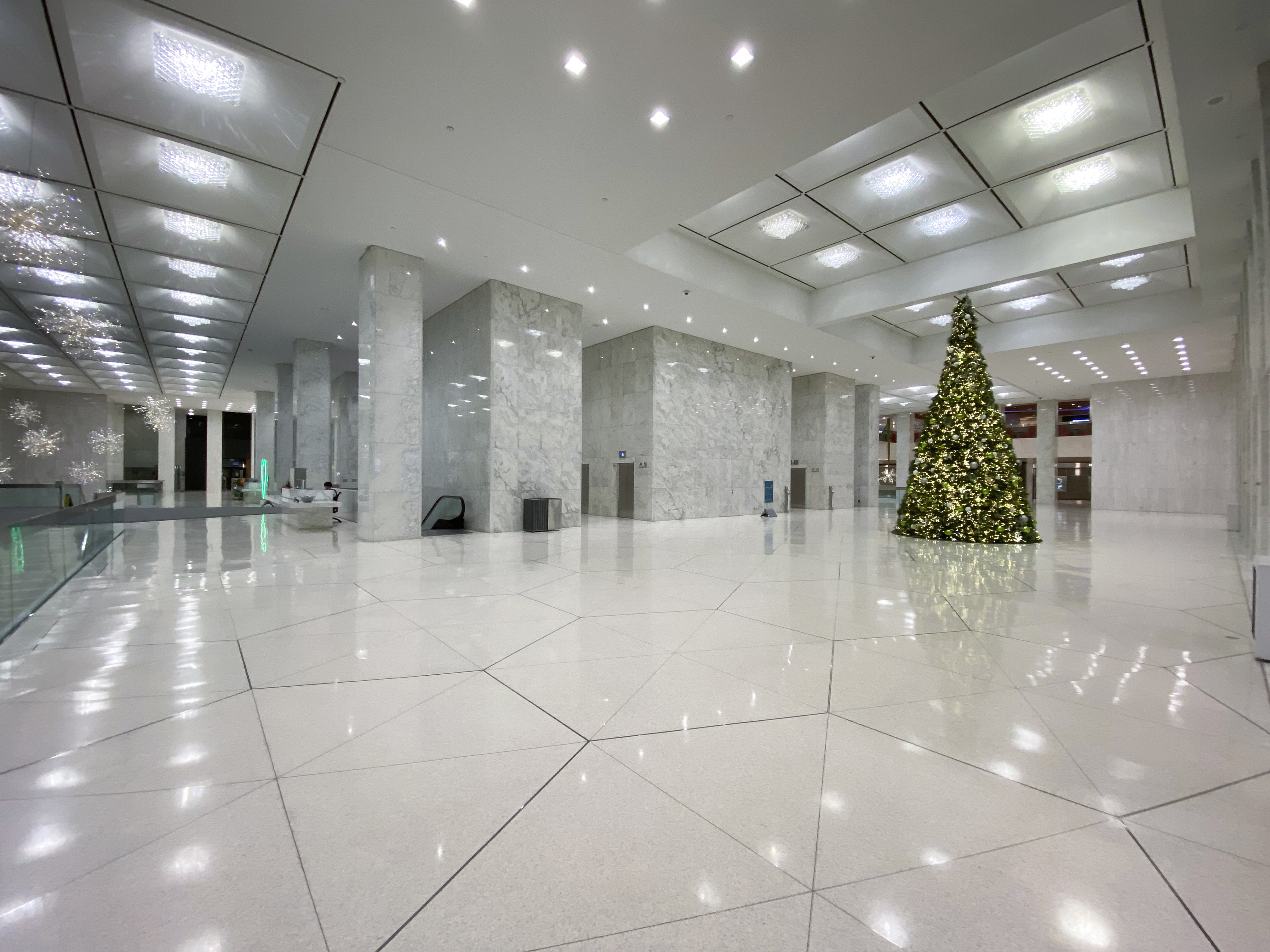
Kontorslobby.
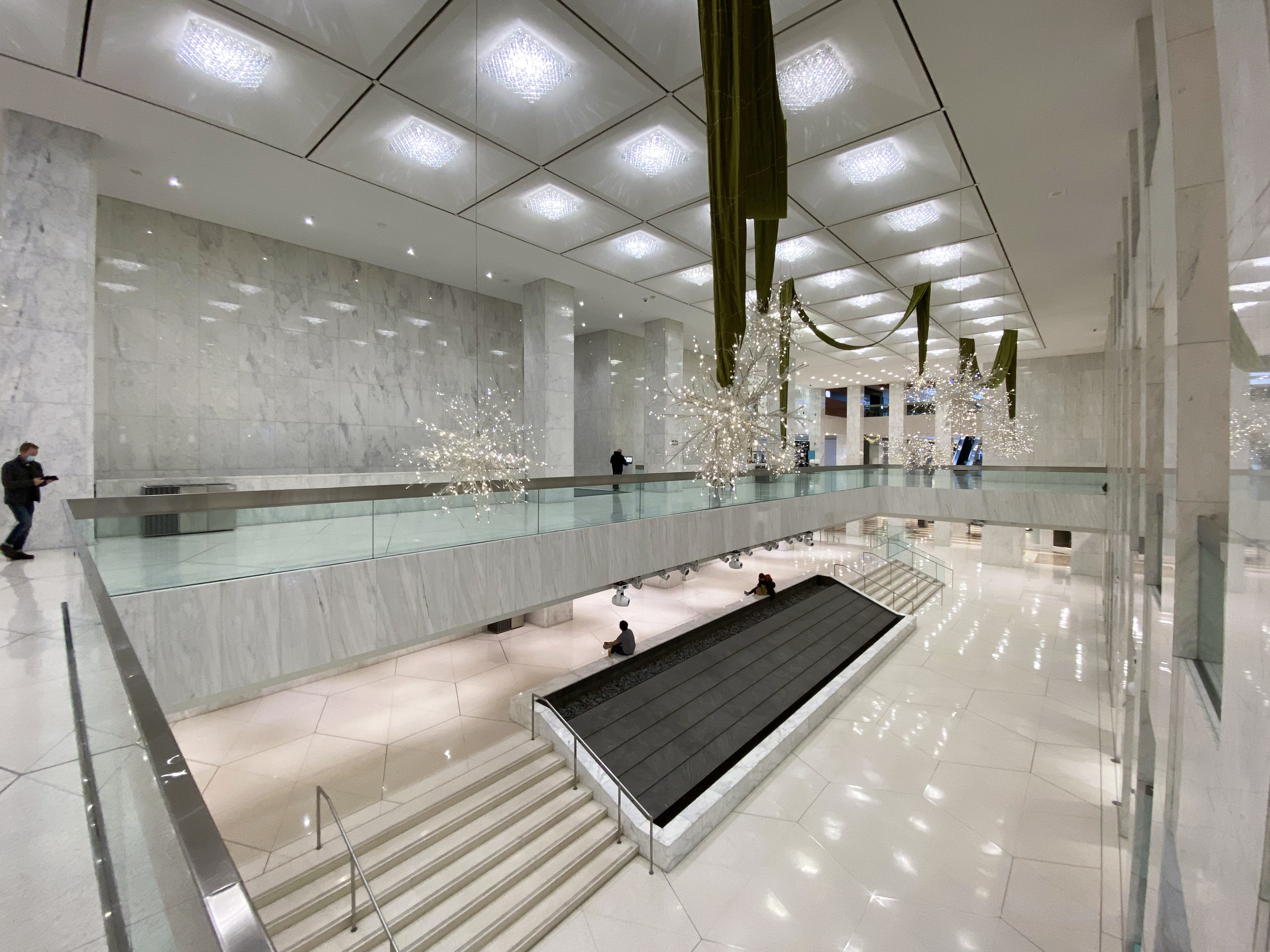
Fontän inne i byggnaden.
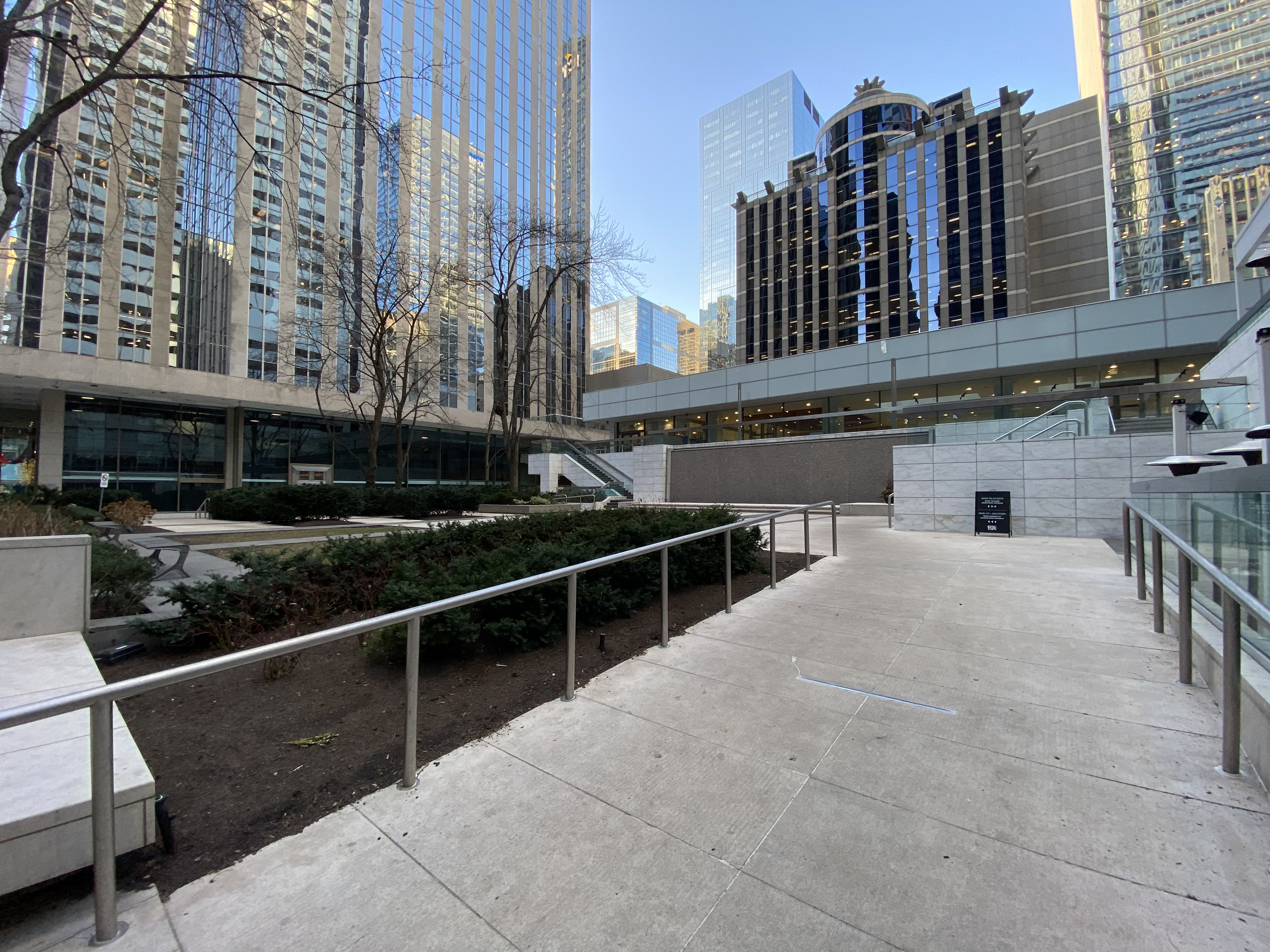
Öppen yta.